# Kelly Kryczka
Kelly Kryczka, née le 8 juillet 1961 à Calgary, est une pratiquante de nageuse synchronisée canadienne.

## Palmarès
Avec Helen Vandenburg, elle conquiert la médaille d'or en duo aux Jeux panaméricains de 1979. Elle évolue ensuite en duo avec Sharon Hambrook. Elles sont sacrées championnes du monde en 1982. Une médaille d'or par équipe ainsi qu'une médaille d'argent en solo sont aussi enlevées dans cette compétition.
Sharon Hambrook et Kelly Kryczka sont vice-championnes olympiques en duo aux Jeux olympiques de 1984 se tenant à Los Angeles.